# 기마궁술

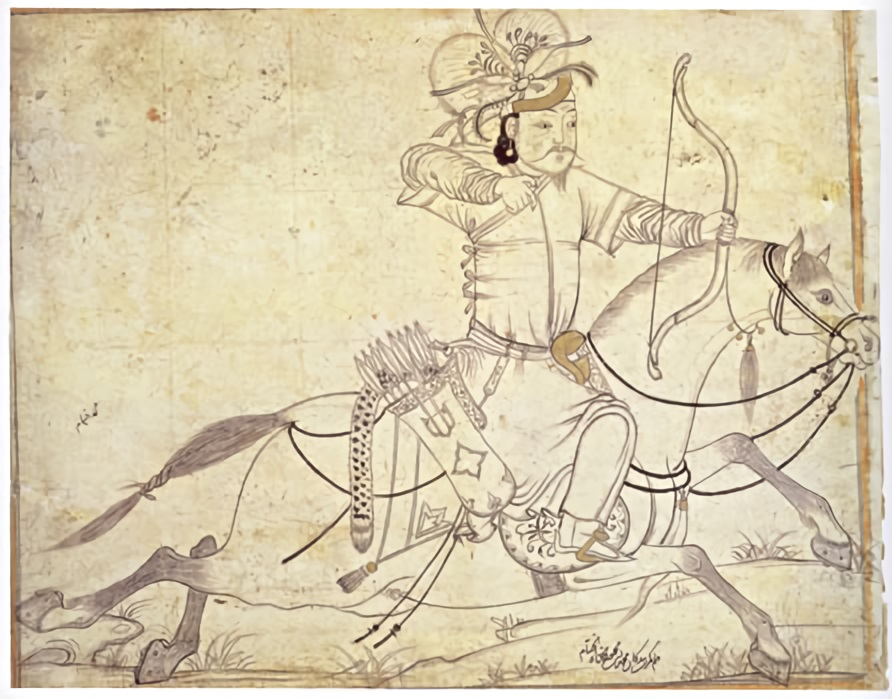
일 칸국의 궁기병.
15세기 티무르 제국 시대에 그려진 것이다.

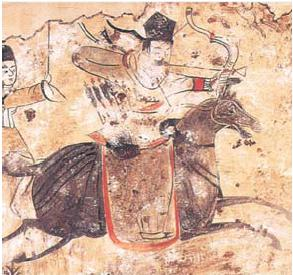
선비의 궁기병. 선비는 흉노에 이어 정복 왕조 북위를 세운 중심 민족이다.

기마궁술(騎馬弓術)은 마상궁술(馬上弓術) 또는 기사(騎射)라고도 불리며, 말을 탄 상태에서 활로 화살을 쏘는 것을 말한다. 반대로 지면에 발을 디디고 서서 활을 쏘는 것은 보사(歩射)라고 한다.
사냥에 있어 중요한 기술로 유목민들의 경우 이를 장기로 하는 종족들이 많다.
기원전 8세기 무렵에 스키타이인에 의해 시작되었다고 알려져 있다. 기마 유목민이었던 그들은 목초지를 찾아 이동하면서 생활했고, 으레 말을 타고서 다른 민족과 전투를 벌였는데, 그들의 이러한 생활 문화 속에서 자연적 필요성에 따라 기마궁술이 개발되고 발전해 온 것으로 여겨지고 있다.
기사는 곧 중앙아시아의 유목민들 사이로 퍼져 나갔다. 훈족, 아바르족, 마자르족(헝가리) 등 같은 기마 유목민에게 차례로 도입되었고, 나중에는 몽골족에게도 전해져서 고대 세계에 보급되어 갔다.
고대에 있어서 그들 기마 유목민의 기마궁술이 정주민들에게 미치는 영향은 매우 컸지만, 그들은 늘 이동을 반복했기 때문에 당시 그들의 실체는 자세하게 알 수 없다.

## 역사
기마궁술은 세계사적으로는 스키타이 문화(기원전 8세기 - 기원전 3세기)의 초기부터 존재했고, 질주하는 말 위에서 활을 쏜다는 특이성에서 고대 그리스인들이 켄타우로스를 상상해 냈다는 설도 생겨났다.
스키타이인은 상하가 약간 비대칭인 단궁(短弓)의 양단에 단단한 「귀」를 달고, 또 촉을 큰 쇠로 만든 것부터 작은 청동으로 제작한 것 등 다양하게 제작하여 훈족의 화살보다 뛰어났다.
또 한층 더 완성도를 높인 활로서, 튀르키예인은 한층 더 경량화되고 컴팩트하게 제작한 활을 사용하였는데, 화살은 양단이 가늘고 가운데가 부풀어 오른 형태의 구조로 날리는 힘을 높였다. 몽골인은 한 발 더 나아가 활에 「스트링 브릿지」를 마련하는 등, 보다 빠르고, 관통력을 높임으로서 중장기병단에 맞서는 보다 유효한 전력으로 자리매김해 갔다.
전장에서 궁기병의 주된 역할은 경기병과 마찬가지로 전초 · 척후병으로 적을 교란시키는 것에 있었다. 궁기병은 접근전을 피하면서 적의 측면 및 후면에서 적을 빠르게 급습하였다. 때문에 경무장을 갖추고, 기동력을 살려 말을 멈추지 않고 전후좌우로 끊임없이 민첩하게 돌아다니면서 활을 쏘아 적을 공격하는 전술을 취한다. 적의 무기가 닿지 못하는 거리를 유지하면서 공격하고, 꾸준히 적을 후퇴, 날릴 만한 도구를 갖지 못한 적병은 궁기병의 공격 앞에 속수무책으로 사기가 꺾이고 대열 유지에도 차질이 생길 수밖에 없었다.

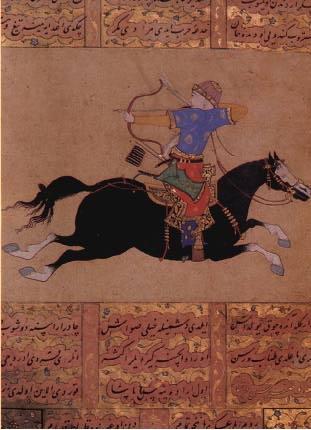
오스만 제국 병사의 기마궁술. 일명 파르티안 샷이라 불리는 사법이다.

궁기병은 대체로 중장보병에 대해 큰 위협이 되었고, 특히 온도가 높고 나무가 없는 평탄한 지역에서는 민첩성이 뛰어난 궁기병이 둔중한 중장보병단에 비해 매우 유리하였다. 사실상 이러한 궁기병에 대항할 수 있는 것은 궁병이나 같은 궁기병 뿐이었다. 특히 '파르티안 샷'이라 불리는 말등 위에서 허리를 틀어 측면, 후면의 적에게 활을 쏘는 사법은 적과 정면으로 상대하지 않고 퇴각하면서 화살을 계속 쏠 수 있었기 때문에 적을 특히 괴롭히는 사법으로 유럽인들 사이에서는 그 악명이 알려진 기사 전술이었다.
궁기병은 카레 전투(기원전 53년), 레그니차 전투(13세기)에서 중심적 역할을 하였고, 두 전투 모두 적병이 궁기병에 대해 직접 전투를 걸기를 고집했기 때문에 승리를 거둔 전투였다(카레 전투에서 로마를 상대했던 파르티아군이 사용한 사법으로 서양에서 '파르티안 샷'의 이름이 알려진 것이다).
서구의 중장보병은 기민한 궁기병에 고전했으며, 동방 국가의 활기병은 십자군에 대해 많은 실적을 남겼다. 성경 로마서에는 사르마티아의 궁기병이나 오스만 제국의 예니체리(금군) 기병이 그려져 있다.
유목민의 궁기병에 대해 승리한 유럽 국가는 얼마 되지 않는다. 이악사르테스 강 전투(기원전 329년)에서 알렉산드로스 대왕이 궁기병과 싸워 승리를 거둔 몇 안되는 역사적 승리 중 하나다. 알렉산드로스 3세는 이 전투로 마케도니아 영토를 아시아의 일부까지 확장할 수 있었지만, 그럼에도 유목 국가의 중심부를 공략하는 일은 이루어지지 않았다.
중세 예루살렘 왕국의 십자군과 아이유브 왕조의 술탄 살라흐 앗 딘 사이에 벌어진 하틴 전투는 중장보병에 대해 궁기병이 집요한 공격을 하여 적의 전의를 상실시킴으로서 이긴 고전적인 사례이다. 또 몽골 제국의 창건자 칭기스 칸은 몽골 활을 이용한 궁기병을 끼고, 다른 유목국가와 비슷한 전술로 거대한 몽골 제국을 구축하였으며, 그 제국은 전성기 동서로 중국 대륙에서 유럽까지 넓혔다.

## 한국의 기마궁술

### 삼국 시대

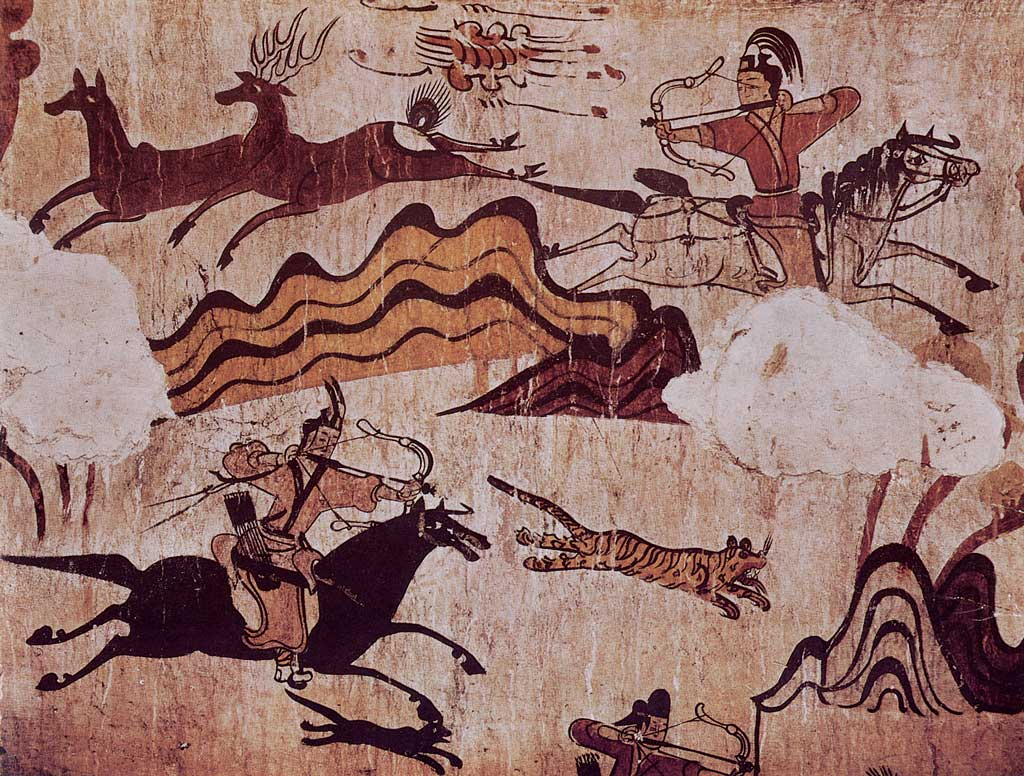
무용총 수렵도

한국에서는 이미 고구려 벽화에서 기마궁술의 흔적을 찾아볼 수 있다. 고구려 무용총이나 장천 1호분의 수렵도에서 말을 타고 활을 쏘며 사냥을 하는 모습이 그려져 있다. 평안남도 용강군 대대면 매산리(梅山里) 사신총(四神塚)에도 말을 달리면서 사슴을 뒤쫓는 벽화가 있다. 덕흥리 고분 벽화에는 말을 타고 활을 쏘아 과녁을 맞히는 장면이 그려져 있는데, 4명의 경기자와 2명의 심판원 1명의 기록원이 보인다. 경기는 긴 5개의 말뚝위에 네모난 표적을 5개 세워 놓고 쏘아 맞히는 것이다. 4명의 경기자들 가운데에서 한 사람은 말을 달리며 활을 힘껏 당겨 쏘는 자세를 취하고 있다. 또 한 사람은 파르티안 사법의 완전한 자세를 취하고 있다. 5개의 과녁 중에 2개는 두 동강이 나서 땅에 떨어져 있다. 벽에는 사희(射戱)라는 묵서명이 남아 있어서 당시 고구려에서 마상궁술이 사냥이나 전투 등의 실전적인 훈련으로서뿐 아니라 오락으로서도 기마궁술이 행해졌던 것을 알 수 있다.
중국의 수서 백제전에는 백제에서 기사 즉 기마궁술을 숭상하였다는 언급이 있다.

### 고려 시대
고려 시대에는 명종 때의 평장사 서공(徐恭)이나 고종 때의 종친인 영녕공(永寧公) 준(綧)이 모두 기사에 능하였다고 전해지며, 최자의 삼도부에 "말을 타고 활을 쏘매/과녁에 세 번 쏘아 세 번 명중"(騎射一發 聯的三中)이라는 언급이 있어 고려 중기의 마상궁술의 존재를 엿볼 수 있다.
후기에는 몽골의 영향으로 몽골의 기마궁술 전술도 함께 들어온 것으로 보인다.

## 해외의 기마궁술

### 중국의 기마궁술
고대 중국에서 무관의 등용제도인 무거(武挙)에서는 기사와 보사의 실기시험이 있었다.

### 일본의 기마궁술

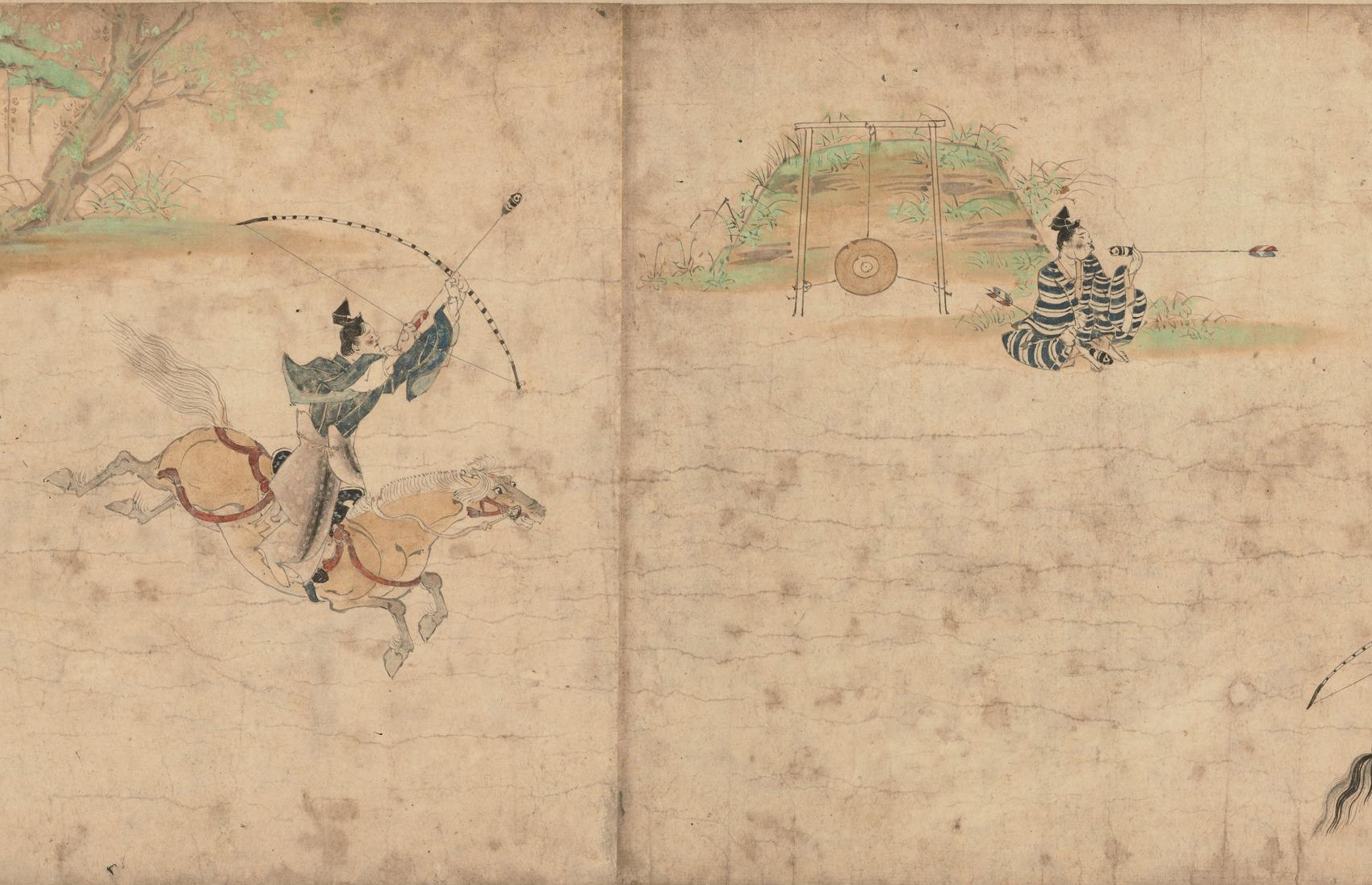
일본의 가사가케의 모습 『男衾三郎絵詞』에서

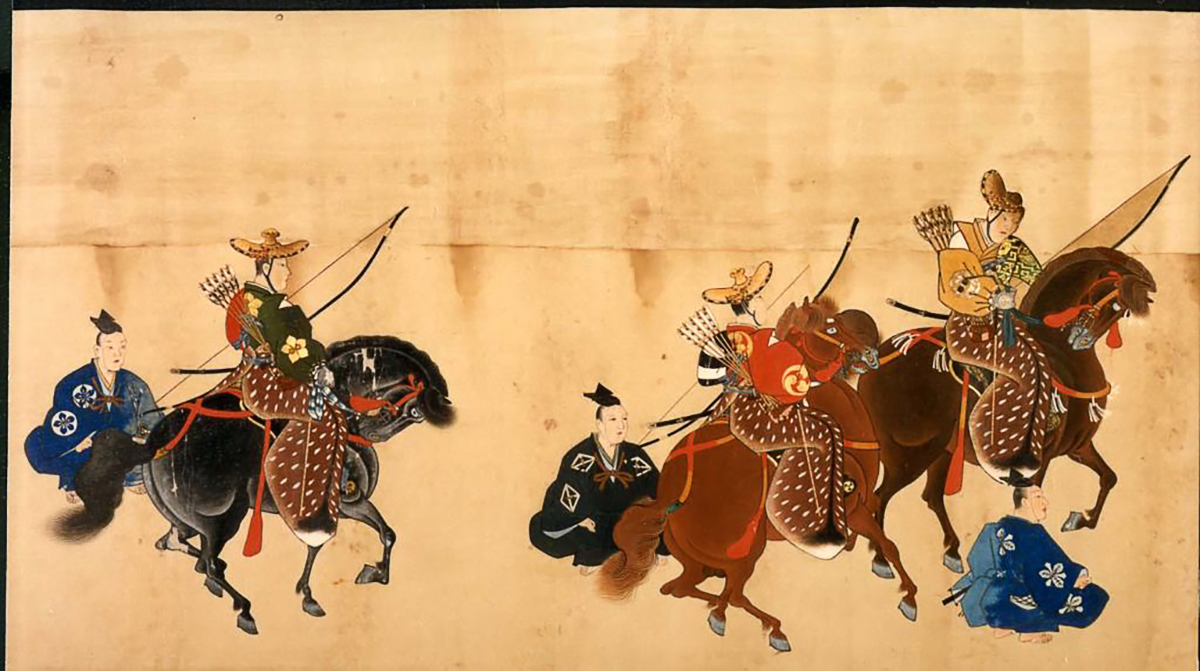
야부사메 사수의 사냥용 차림(『야부사메 에마키』 아나 하치만구 소장)

#### 고대 일본의 기사
중국의 삼국지 위지 동이전에는 4세기 왜국(일본)에 말이나 소는 존재하지 않았다고 언급하고 있다. 일본에 말이 전래된 것은 고분 시대의 5세기 초라고 하며, 고분에서 괘갑, 직도, 화살촉, 말갖춤이 일괄 출토되게 된다.
신사의 하나인 야부사메는 옛날에는 무마유미이사세(일본어: 馬的射 ) 또는 무마유미(일본어: 騎射 ), 야하세무마(일본어: 矢馳せ馬)라고 불렸다.
일본에서는 조정의 행사로서, 단오의 절일이 되면 무덕전(武徳殿)에 천황이 이웃에 앉고, 위부의 관인이 기사를 선보이는 「기사의 절」(騎射の節)이 행해지고 있었다.
문헌으로는 일본서기의 유랴쿠 천황기에 기마궁술 언급이 있다. 즉위 전(456년) 그는 자신을 위협하는 유력한 계승 후보였던 왕자 이치노세노시하(市辺押磐) 사냥에 초대하는 척 꾀어서 「활을 당겨서(히카마카나) 말에 올라」 이치노세노시하 왕자를 쏘아 죽였다는 것이다. 이것이 일본에서 기마 궁술이 등장하는 처음으로 보인다. 유랴쿠 천황은 5세기 인물로 기병의 성립 시기에 이미 기사 기술이 있었음을 보여주고 있다.
야부사메의 기원이라고 하는 것이, 6세기 중반(552)년경에 킨메이 천황이 나라 안팎의 전란을 다스리기 위해, 규슈 부젠(豊前)의 우사(宇佐) 땅에서, 신공 황후(神功皇后) · 오진 천황(応神天皇)을 제사하고 “천하 평정 · 오곡 풍요"를 기원하였으며, 가장 기사에 뛰어난 자에게 말 위에서 세 개의 과녁을 쏘게 하는 신사였으며, 무사의 대두보다 상당히 오래 전부터 기사 기술이 보급되고 있었음을 엿볼 수 있다.
일본서기에 덴무 천황 9년(682년) “아침에 행행하였다. 이로 인하여 대산위(大山位) 이하에게 말을 나가라 사(長柄杜, 나가라 신사)에서 보이게 하였다. 이에 말을 타고 활을 쏘게 하였다.」라고 있다.
속일본기(続日本紀) 몬무 천황(文武天皇) 2년(698년) 3월 “야마시로 국(교토 부)의 가모마쓰리(賀茂祭)의 날에 사람들을 모아 무마유미(騎射)하는 것을 금하게 하였다”고 있다.
8세기에 편찬된 히젠 풍토기(肥前風土記)에는 고토 열도의 해사(海士)에 대해 "그 용모, 하야토(隼人)와 닮았는데, 상시 기사(騎射)를 선호하며 그 언어는 속인과 다르다"라는 언급이 있다.
속일본기(続日本紀) 진키(神亀) 4년(727년) 4월 계묘 「반도 9개 구니의 군사 3만 인에게 기사를 교습해 군대를 시연하게 하였다」(教下坂東九国軍三万人教二習騎射一、試中練軍陳上)라고 적고 있다.
고대 도호쿠 지방의 에미시도 단궁을 이용한 기사를 하고 있었던 것으로 여겨지며, 서남부 일본 열도에서 말이 전해지는 동시에 기사의 기술도 전해졌을 가능성이 있다.

#### 중세 일본의 기사
헤이안 시대부터 가마쿠라 시대에 걸쳐 기사가 중심의 싸움이 되었기 때문에, 갑옷은 기사에 특화된 형상으로 진화한 「오오요로이」가 사용되게 되었다. 전투에서는 기사에 의한 일기토로 싸웠던 것 같지만, 실제로는 집단전 중에서 일기토를 벌일 만한 조건이 갖추어지는 경우밖에 일기토가 일어나지 않았다. 문헌에서는 두 가지 사례, 「곤자쿠 이야기집」에서는 미나모토노 아쓰루(源充)와 다이라노 요시부미(平良文)에 의한 일기토가 실시되었다는 기술이 있고, 「전9년 합전 에마키」(前九年合戦絵巻)에 일기토 직전의 그림이 그려져 있을 뿐이다.
기마궁술에는 정지 상태의 말 위에서 화살을 쏘는 경우와 말을 달린 상태에서 화살을 쏘는 경우가 있었다. 두 경우 모두 기본은 전방 방향으로의 기사였고, 현재의 야부사메와 같이 왼쪽 옆으로의 기사는 일반적이지 않았다. 미나모토노 시타고(源順)가 편찬한 화명류취초의 권4 · 술예부 사예류에서는 말을 달리는 기사를 '치사'(馳射)라고 표기하고 오오모노즈루(일본어: 於无毛乃以流)라고 훈독하고 있다. 즉, 추물사(追物射)이며, 기사삼물 가운데 이누오우모노가 가장 실전에 가까운 것이었다. 에마키에서도 「전9년 합전 에마키」에 있는 미나모토노 요시이에(源義家)가 화살을 쏘는 장면이나, 「몽고습래회사」에서의 미쓰이 스케나가(三井資長)의 기사 장면 등, 전방 방향을 향해 화살을 쏘는 모습이 그려져 있다. 또, 후방으로부터의 전방 사격에의 대처로서 「밀어 비틀림」이라고 하는 파르티안 샷을 닮은 후방 사격도 사용되었다.
합전 때의 기사 이외에도 헤이안 시대 이후에는 기사 양식이 정리되었다. 야부사메나 이누오우모노 · 가사가케 등이 성립되어 신사 · 제례행사로 진행되기 시작한다. 가마쿠라 시대에는 야부사메 · 이누오우모노 · 가사가케를 '기사삼물'로 부르며 일본 각지에서 활발히 행해졌다. 기마궁술은 일본에서 무예 중에서도 상위로 여겨졌고, 전장에서의 주전력이 없어진 이후, 태평한 에도 시대에도 무예로서 그 자리매김은 변하지 않았다. 그러나 말에 오를 수 있는 사람은 적었고, 적어도 하타모토 이상의 녹을 받는 사람이 아니면 말에 오를 수도 없었다.

## 참고 문헌
- 「기병과 보병의 중세사」 곤도 요시카즈(近藤好和) 저, 주식회사 요시카와 홍문관, 2005년

## 같이 보기
- 궁기병
- 파르티안 샷
- 야부사메
- 가사가케
- 이누오우모노
- 기사삼물
- 궁술
- 후루시야(フルーシーヤ) - 사산 조 페르시아에서 기병에 필수로 요구되었던 교양 (승마 · 기사 · 창술로 14세기부터 검술이 추가되었다)